# Universidad Notre Dame de Haití
La Universidad Notre Dame de Haití (en francés: Université Notre Dame d'Haïti, UNDH) es una universidad católica, situado en la ciudad de Puerto Príncipe (Port-au-Prince), la capital del país caribeño de Haití. Fue fundada en 1995 y está organizada en cinco facultades.

## Organización
Estas son las cinco facultades en las que se divide la universidad:
- Facultad de Medicina y Ciencias de la Salud
- Facultad de Ciencias Económicas, Sociales y Políticas
- Facultad de Ciencias Administrativas - Cap-Haitien (Cabo haitíano)
- Facultad de Agronomía - Cayes
- Facultad de Ciencias Administrativas - Jacmel